# Royal League
La Royal League (en català lliga reial) és una competició futbolística que es disputa a Escandinàvia. El torneig enfronta a clubs de les tres monarquies de la zona (Dinamarca, Suècia, i Noruega), d'aquí el nom.
Es disputa quan finalitzen les lligues domèstiques de Noruega i Suècia i a mitjan lliga de Dinamarca (els tres països tenen calendaris diferents). Hi prenen part els 4 primers classificats de cada lliga.
S'està discutint la possibilitat d'incloure a la competició els vencedors de les lligues de Finlàndia i Islàndia.

## Historial
| Temporada | Campió        | Marcador        | Finalista     | Seu                                 | Assistència |
| --------- | ------------- | --------------- | ------------- | ----------------------------------- | ----------- |
| 2006-07   | Brøndby IF    | 1–0             | FC Copenhagen | Brøndby Stadion, Brøndby, Dinamarca | 17.914      |
| 2005-06   | FC Copenhagen | 1–0             | Lillestrøm SK | Parken, Copenhaguen, Dinamarca      | 13.617      |
| 2004-05   | FC Copenhagen | 1–1 (12–11 pen) | IFK Göteborg  | Ullevi, Göteborg, Suècia            | 10.216      |